# USS LST-956
O USS LST-956 foi um navio de guerra norte-americano da classe LST que operou durante a Segunda Guerra Mundial.